# Musca cristatus
Musca cristatus är en tvåvingeart som först beskrevs av Fabricius 1775.  Musca cristatus ingår i släktet Musca och familjen snäppflugor. Inga underarter finns listade i Catalogue of Life.